# Las aventuras de Willis y Crumble
Las aventuras de Willis y Crumble es una telepelícula de animación estadounidense y japonesa de 1999.
Realizada en el estudio de animación Tatsunoko Production, está inspirada en la serie animada Willis y Crumble, creada por William Hanna, Joseph Barbera y Bruce Timm en 1989. Se estrenó en televisión en japonés y las versiones en inglés se estrenaron dos semanas después en Japón y Estados Unidos, el 11 y el 16 de noviembre de 1999. Los doblajes japonés e inglés recibieron críticas dispares.

## Argumento
La película cuenta la historia de dos personajes bondadosos y excéntricos: Willis, un inventor amante del queso, y Crumble, su leal e inteligente pastor australiano antropomórfico. Ambos se ven envueltos en una arriesgada aventura relacionada con el robo de ovejas en una tienda de lana local, donde Willis se enamora de Gwendolen, la propietaria, y Crumble es acusado injustamente del robo por su perro. Su misión culmina con un arriesgado intento de rescate en el País del Hielo, donde se encuentran con un pavo de dos cabezas que cree que Nueva York es su bebé desaparecido.

## Reparto
- Scott Innes como Willis
- Frank Welker como Crumble, el pastor australiano
- Nicholle Tom como Gwendolen "Belle" Rowbotham
- Toru Furuya como Breño la oveja
- Peter Sallis como Wilbert
- Ian McKellen como Gavin
- Joan Plowright como Sra. Potts
- Debra Wilson como Charlie "Chip" Potts
- Lou Albano como Hank el pingüino
- Christopher Sieber como Kenji
- Jesse Corti como Skinner
- Tom Bosley como Morris
- Jimmy Hibbert como Sr. Bestia, disfraz de Willis
- Mary Jo Catlett como Sra. Armario
- Garry Chalk como voces adicionales
- Scott Mcneil como voces adicionales
- Alessandro Juliani como voces adicionales
- Ian James Corlet como voces adicionales
- Tabitha St. Germain como voces adicionales
- Miguel Dobson como voces adicionales
- Richard Newman como voces adicionales